# Robertino
 (septembre 2007).
Si vous disposez d'ouvrages ou d'articles de référence ou si vous connaissez des sites web de qualité traitant du thème abordé ici, merci de compléter l'article en donnant les références utiles à sa vérifiabilité et en les liant à la section « Notes et références ».
Robertino est le pseudonyme de Roberto Loreti, chanteur Italien né à Rome le 22 octobre 1947.

## Biographie
Il est le cinquième d'une famille de huit enfants (5 garçons et 3 filles) dont le père est plâtrier. Comme souvent à cette époque dans les familles nombreuses et peu aisées, les enfants devaient, très tôt, se débrouiller pour apporter un supplément d'argent au foyer familial. C'est ainsi qu'il travailla comme livreur à bicyclette chez un pâtissier dès l'âge de 10 ans.
Robertino apprit à chanter au conservatoire de Tito Schipa, dont il suivait les cours trois fois par semaine, et c'est là qu'il se familiarisa avec la technique et le contrôle de la voix. Son amour pour le chant, et ses capacités extraordinaires, lui donnèrent l'occasion de se produire dans les restaurants en vogue de Rome, tout comme le faisait le célèbre Caruso. Un jour, alors qu'il livrait des gâteaux à un mariage, il fut invité à chanter pour l'assistance et sa voix, lumineuse et pure, émerveilla tout le monde au point que la rumeur d'un enfant chantant merveilleusement bien commença à se répandre dans la ville.[réf. nécessaire]
En 1960, l'Italie était organisatrice des Jeux olympiques d'été et cet événement attirait énormément de monde. Le célèbre producteur Danois Volmer Sørensen vint à Rome pour couvrir les J.O. pour la radio Danoise. Robertino avait 14 ans et chantait dans un grand café, le Caffé Grand’Italia, place de la République à Rome, dans le quartier de Trastevere, très prisé des touristes. C'est là que Sorensen l'entendit pour la première fois et décida de lui faire signer un contrat. Deux semaines plus tard, Robertino chantait devant les caméras de la télévision Danoise dans le show « TV au Tivoli » (célèbre parc d'attractions Danois) et sa voix unique conquit tous ceux qui eurent la chance de l'entendre.

## Les années glorieuses (1960 - 1962).
Il voyagea partout en Europe (Finlande, Suède, Islande, Belgique, Allemagne, Angleterre, France, Espagne, Suisse et Autriche). Et aussi au Canada, États-Unis, Australie, Japon. Chacune de ses prestations étaient un énorme succès et attirait des milliers de personnes. L'engouement et l'euphorie que produisaient ses tours de chant étaient tels que par endroits cela ressemblait à une émeute. La conquête de l'Europe était si prenante que Robertino n'avait pas le temps de retourner en Italie voir les siens, excepté pendant les vacances. En dépit des nombreuses demandes, il eut rarement l'occasion de se produire dans son pays d'origine. Les critiques l'appelaient « le nouveau Caruso ».
Robertino fit son premier enregistrement discographique en 1960 chez la compagnie Danoise Triola qui en assura une diffusion mondiale.
Ce premier microsillon (vinyle 45 tours) avec la chanson Mamma eut un succès immédiat en Europe. En automne de la même année, Robertino retourna au Danemark pour enregistrer O sole mio avec le chef d'orchestre Otto Francker. Cet enregistrement fut disque d'or dans tous les pays où il était distribué et les courbes de ventes de Robertino étaient bien plus fortes que celles du roi Elvis lui-même.[réf. nécessaire] Le succès de Robertino en Russie était énorme et n'a jamais été égalé depuis par un autre chanteur étranger à ce pays. En 1980, son titre Jamaica fut d'ailleurs inclus dans la musique du film oscarisé Moscou ne croit pas aux larmes, du réalisateur russe Vladimir Menchov.
Aux États-Unis d'Amérique (tournée de 1962) il s'est produit dans l'émission d'Ed Sullivan (Edward Vincent) The Ed Sullivan Show sur la chaîne CBS qui vers la fin des années 1950 et 1960 était le lieu où se présentaient les talents les plus importants de la variété sur la télévision américaine. C'était Ed Sullivan qui fit connaître Elvis Presley et les Beatles au public américain le plus large.

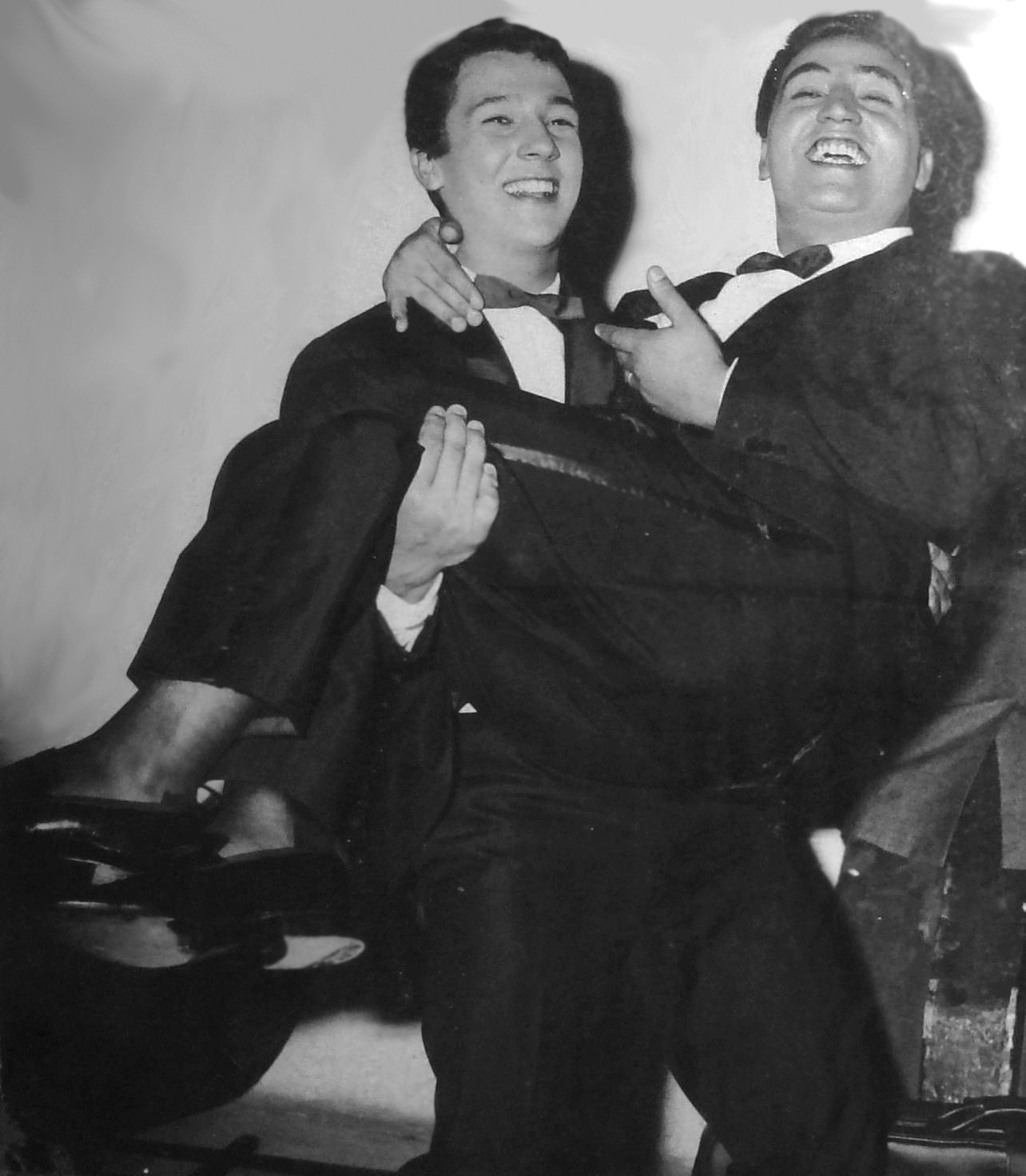
Robertino - Mario Trevi (1964)

Il chanta au Carnegie Hall et au Madison Square Garden de New York.
Ses tournées à travers le monde lui valurent beaucoup de surnoms : « Garçon d'or » (É-U), « Señor Simpatia » (Mexique), « ambassadeur de la musique italienne » (Japon).

## Autres activités
En dehors de la chanson, Robertino participa à quelques films et pour l'anecdote on peut noter :
- Le Retour de don Camillo (1952/1953)

Un jour en sortant de l'école de la Liberté, Robertino eut la chance d'être choisi pour jouer, aux côtés de Fernandel, le fils de Peppone (Gino Cervi).
- Assassinio nella cattedrale (Meurtre dans la cathédrale ; opéra : 1958 ?)

Robertino participa en tant que chanteur principal dans le chœur de cet opéra mis en scène par T.S. Eliot sur une musique de Ildebrando Pizzetti et joué à l'opéra du Vatican. Le pape Jean XXIII (4/11/1958 - 3/6/1963), séduit par la prestation insista pour rencontrer Robertino.